# Cheirodon galusdai
Cheirodon galusdai es una especie de peces de la familia Characidae en el orden de los Characiformes.

## Morfología
Los machos pueden llegar alcanzar los 5,9 cm de longitud total.

## Hábitat
Vive en zonas de clima tropical entre 18 °C - 22 °C de temperatura.

## Distribución geográfica
Se encuentran en Sudamérica:  cuencas fluviales  pacíficas del Chile central